# Porsche Design
 (juin 2016).
Porsche Design est un studio allemand crée en 1972 à Stuttgart par le professeur Ferdinand Alexander Porsche, créateur de la 911.

## Historique
Cette officine spécialisée dans le design a été fondée en 1972 à Stuttgart par Ferdinand Alexander Porsche, le designer de la 911. En 1974, le studio est déplacé à Zell am See en Autriche.
De 1972 à 2005, tous les produits sont estampillés sous la marque Design by F.A. Porsche.
Depuis 2005, ils sont étiquetés « Porsche Design ».
Au cours de ces dernières décennies, les produits estampillés « Porsche Design » ou « Design by F.A. Porsche » (lunettes de soleil, montres, etc.) sont devenus de véritables accessoires classiques dans leurs domaines. Ils sont reconnus par leur qualité et leur aspect fonctionnel. Aujourd'hui, la marque véhicule une image de luxe et de haut de gamme, grâce à l'utilisation de matériaux nobles.
L'esprit de la marque est résumé en une phrase du Pr Ferdinand Alexander Porsche, devenu le slogan de la marque : « Lorsque l'on analyse la fonction d'un objet, sa forme devient souvent évidente ».
Afin de célébrer les 50 ans de Porsche Design, l'entreprise dévoile en janvier 2022 un modèle de Porsche 911 datant de 1972 restauré ainsi qu'une série spéciale de la 911 Type 992, actuellement produite. Le premier modèle est basé sur l'ancienne 911 T 2.4 Targa, tandis que le second est basé sur l'actuelle Targa 4 GTS.

## Gamme actuelle
La gamme Porsche Design est répartie en huit sous-catégories :
- P'1000 : Fashion (jean's, chaussures, blousons et accessoires)
- P'2000 : Bagages
- P'3000 : Accessoires (bijouterie, parfumerie, stylos, accessoires pour fumeurs et autres « accessoires utiles »)
- P'5000 : Sports (Running, Driving, Gold, Tennis, Gym), en partenariat avec Adidas
- P'6000 : Montres
- P'7000 : Home (luminaires, couteaux, etc.)
- P'8000 : Optique (lunettes de soleil, lunettes de vue)
- P'9000 : Électronique (téléphone, disques durs, etc.)
Porsche Design fabrique peu et s'associe le plus souvent à des constructeurs de référence dans leurs domaines (Adidas pour le sport, LaCie pour les disques durs, BlackBerry pour les téléphones et Huawei plus récemment, Chroma pour les couteaux de cuisine, etc.).